# Analanjirofo
Analanjirofo est une des régions du Nord-Est de Madagascar, de la province de Toamasina dont la capitale est Fenoarivo Atsinanana.

## Histoire
On dispose de peu de données sur les premiers occupants de la région.
Constantin, l'un des navigateurs portugais qui vers 1506 découvrirent l'île Sainte-Marie écrivait ; « Les hommes avaient quatre javelines garnies de pointe d’argent. (...) n’avaient qu’un vêtement fort adroitement tissé de quelques herbes de diverses couleurs. Ils portaient chacun un roseau avec de l’eau salée. C’étaient de grands hommes, puissants, tels que sont communément tous ceux de cette île. Ils ont de grands boucliers de bois ils se couvrent tout entier lorsqu’ils se baissent, en sorte qu’on ne peut voir qu’une partie de leurs pieds.. »
Divers témoignages écrits et vestiges (sur  l'île Sainte-Marie par exemple) attestent de la présence et de l'activité ancienne sur l'île, de pirates à l'époque de la route des Indes.
La très jeune région administrative d'Analanjirofo, crée dans le cadre de la décentralisation est aujourd'hui comprise, ainsi que trois autres (Alaotra Mangoro, Ambatosoa et Atsinanana) dans la province administrative de Tamatave qui abrite un total d'environ 2 593 000 d'habitants. Le chef-lieu provincial est Tamatave.
En 2023, les districts de Maroantsetra et Manarana-Nord sont détachés de l'Analanjirofo pour former la région d'Ambatosoa.

## Géographie

### Climat
Cette région située au nord-est du pays est soumise à une influence océanique et à une pluviométrie très élevée. C'est l'une des plus humides de Madagascar, avec une moyenne annuelle des précipitations autour de 2 000 mm. La saison humide s'étend d'octobre à avril, et la saison (relativement) sèche de mai à septembre. 
La température moyenne annuelle est de 24°, les plus fortes chaleurs sont enregistrées en décembre et février, avec une moyenne des maxima autour de 27°. La moyenne des minima se situe autour de 17°, entre juillet et septembre.
En tout lieu et toute saison, l'humidité atmosphérique oscille, en journée, entre 71 et 80 %.
Les très fortes pluviosités alimentent un important réseau hydrographique. Le district de Maroantsetra détient 36 % du nombre de fleuves et rivières de la région.

### Pédologie
Les sols de la région sont de trois types :
- des sols hydromorphes dans les bas fonds,
- des sols ferralitiques sur les pentes des collines et les hauts massifs,
- des sols d'apport fluvial dans les vallées. Ils sont les plus favorables aux cultures pérennes.

### Couverture forestière
Analanjirofo dispose encore d'une importante couverture forestière par rapport aux autres régions de Madagascar. Le taux de couverture forestier serait estimé à 50 %, en comptabilisant domaines forestiers de l'État et forêts domaniales.

## Administration
La région est composée de quatre districts :
- District de Fénérive-Est
- District de Nosy Boraha
- District de Soanierana Ivongo
- District de Vavatenina

## Agriculture
Outre les activités vivrières (riziculture, élevage),  les cultures fruitières (banane, Litchi), de canne à sucre, et l'exploitation du miel (de ruches d'abeilles sauvages ou plus ou moins domestiquées, souvent élevées sous ou dans les arbres), de nombreux habitants de la région vivent de la culture d'épices, dont le clou de girofle, la cannelle et la fameuse vanille-Bourbon qui est une des grandes richesses de Madagascar.
Malgré un fort potentiel agricole: richesse des sols, diversité des cultures, l'Analanjirofo fait partie des régions de Madagascar où une grande partie de la population rurale vit encore sous le seuil de la pauvreté. Une situation qui c´est aggravée ces dernières années par la crise politique et l'accroissement de la fréquences des aléas climatiques.
Afin de venir en aide à ces populations, le gouvernement malgache, en partenariat avec le  Fonds International de Développement Agricole ou FIDA, a lancé en 2004 le Projet de Promotion des Revenus Ruraux  ou PPRR.
Orientée autour de deux composantes : l'amélioration de l'accès au marché afin de permettre un accroissement des revenus de petits producteurs et le renforcement des structures communautaires ainsi que de la base productive afin d'assurer la pérennisation du processus de développement.
Planifié pour s´étaler sur huit ans, ce projet a pour objectif de réduire de moitié la pauvreté rurale de l'Analanjirofo et de l'Atsinanana.

## Environnement et biodiversité

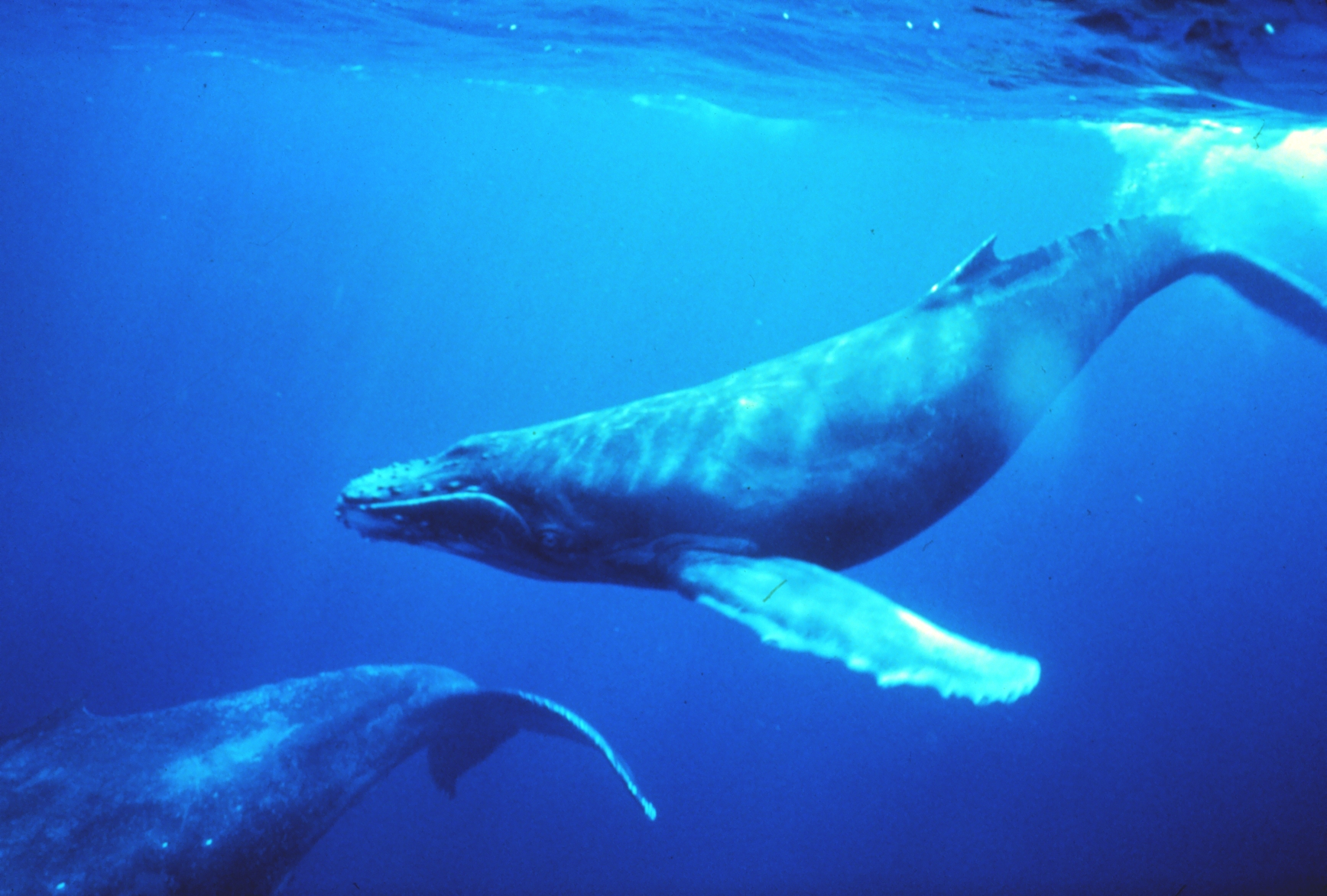
La richesse écologique de la région est aussi marine, avec notamment le canal de l'île Sainte-Marie qui est l'un des lieux de reproduction de la baleine à bosse

Zones protégées de Madagascar.

La région de Analanjirofo est relativement épargnée par le développement industriel et routier et elle abrite un patrimoine exceptionnel du point de vue de la biodiversité. Cependant la déforestation y a néanmoins gagné du terrain depuis les années 1980, le bois étant exporté par des intermédiaires ou entreprises chinoises, indiennes, pakistanaises, françaises... 

Une  partie de la déforestation est illégale. 

Pour limiter l'érosion qui est un des grands problèmes environnementaux malgaches, une loi interdit théoriquement le déboisement des sols en fortes pentes (à partir de 50 % de pente).
Cette région tropicale, particulièrement humide (près de huit mois pluvieux par an) reste l'une des plus riches en biodiversité et comme toute l'île caractérisée par un taux élevé d'endémisme. 

Elle abrite à ce titre quelques-unes des Aires protégées de Madagascar.
Les écosystèmes ne sont pas en reste. Outre une grande richesse en coraux et autres organismes marins, l'île Sainte-Marie accueille chaque année, de juin à septembre, des centaines de baleines à bosse qui se rassemblent pour l'accouplement ou la mise-bas.

## Coopération
C’est une des zones de coopération décentralisée (1 % Nord-Sud) de la région française du Nord-Pas-de-Calais depuis octobre 2006.
C'est aussi, en concertation avec la région Nord-Pas-de-Calais, une des régions partenaires de la Région Bretagne depuis janvier 2007, sur les thématiques suivantes : appui à la production agricole et aux organisations paysannes, appui à la pêche et aux organisateurs de pêcheurs, appui à l'artisanat, accès à l'eau, professionnalisation de l'écotourisme.